# Lípa u Merklína
Lípa (deutsch Lindig) ist ein Ortsteil von Merklín in Tschechien.

## Geographie
Lípa liegt am Lindigbach direkt am südlichen Steilabfall des Erzgebirges unweit von Jáchymov am Fuße des Plešiveces. Zu Lípa gehörten als Ortsteil die heute nicht mehr vorhandenen Häuser von Kaff am Pleßberg (Plešivec).

## Geschichte

Kartenausschnitt von 1881

Der Ort entstand um das Jahr 1400 durch den Bergbau auf Silber und Zinn. 
Nach dem Rückgang des Bergbaus betrieben die Bewohner Landwirtschaft und Viehzucht oder pendelten in die Fabriken nach Merkelsgrün oder Salmthal. 1939 lebten hier 187 Einwohner in 31 Häusern. 
Die größtenteils deutsche Bevölkerung des Ortes wurde bis 1946 aus ihrer Heimat vertrieben. Aufgrund der geschützten Lage blieben aber viele Häuser des Ortes stehen und wurden im Gegensatz zu den höher gelegenen Orten nicht abgerissen. In Lindig gab es eine einklassige Volksschule. Der gesamte Ort war nach Lichtenstadt eingepfarrt. 1950 wurde Lípa nach Merklín eingemeindet.
Im Jahre 2001 bestand das Dorf aus 17 Wohnhäusern, in denen 17 Menschen lebten.

## Entwicklung der Einwohnerzahl
| Jahr | Einwohnerzahl |
| ---- | ------------- |
| 1869 | 152           |
| 1880 | 166           |
| 1890 | 167           |
| 1900 | 187           |
| 1910 | 200           |

| Jahr | Einwohnerzahl |
| ---- | ------------- |
| 1921 | 188           |
| 1930 | 220           |
| 1950 | 98            |
| 1961 | 40            |
| 1970 | 15            |

| Jahr | Einwohnerzahl |
| ---- | ------------- |
| 1980 | 9             |
| 1991 | 4             |
| 2001 | 17            |
| 2011 | 41            |